# Parafia św. Wawrzyńca i Matki Kościoła w Płochocinie
Parafia św. Wawrzyńca i Matki Kościoła w Płochocinie – rzymskokatolicka parafia w diecezji pelplińskiej.
W kościele parafialnym został ochrzczony m.in. bł. ks. Franciszek Rogaczewski. Administratorem parafii jest od 2022 ks. Andrzej Adamski. 

## Zasięg parafii
Na obszarze parafii leżą miejscowości: Bąkowo, Bąkowski Młyn, Krzewiny, Płochocin, Płochocinek. Obecnie tereny te znajdują się w gminie Warlubie, w powiecie świeckim, w województwie kujawsko-pomorskim. 